# ريتشارد ماسور
ريتشارد ماسور (بالإنجليزية:Richard Masur) ، من مواليد 20 نوفمبر 1948م، ممثل أمريكي مشهور، شارك في عدة أفلام.

## أعماله
- Bittersweet Love (1976)
- Semi-Tough (1977)
- Who'll Stop the Rain (1978)
- Mr. Horn (1979)
- Scavenger Hunt (1979)
- شارع هانوفر (فيلم) (1979)
- Heaven's Gate  [لغات أخرى]‏ (1980)
- Fallen Angel  [لغات أخرى]‏ (1981)
- The Thing (1982)
- I'm Dancing as Fast as I Can (1982)
- Timerider: The Adventure of Lyle Swann (1982)
- Nightmares (1983)
- ريسكي بيزنس (1983)
- Under Fire  [لغات أخرى]‏ (1983)
- Adam (1983)
- Flight 90: Disaster on the Potomac (1984)
- The Burning Bed (1984)
- The Mean Season (1985)
- Head Office (1985)
- حرقة معدة (1986)
- Mr. Boogedy (1986)
- Bride of Boogedy (1987)
- The Believers (1987)

|
- Walker (1987)
- Rent-A-Cop (1988)
- أطلق النار لتقتل  [لغات أخرى]‏ (1988)
- License to Drive (1988)
- Far From Home  [لغات أخرى]‏ (1989)
- Flashback (1990)
- The Great Los Angeles Earthquake (1990)
- It (1990)
- My Girl (1991)
- إنسينو مان (1992)
- The Man Without a Face (1993)
- الدرجات الست للانفصال (1993)
- Blood In Blood Out (aka Bound by Honor) (uncredited, 1993)
- فتاتي 2 (فيلم) (1994)
- الوطنيون (1994)
- Forget Paris (1995)
- The Face on the Milk Carton (1995)
- Multiplicity (1996)
- 61* (2001)
- Palindromes (2004)
- Lovely By Surprise (2007)
- Vote and Die: Liszt for President (2008)

## وصلات خارجية
- ريتشارد ماسور على موقع IMDb (الإنجليزية)
- ريتشارد ماسور على موقع ألو سيني (الفرنسية)
- ريتشارد ماسور على موقع تيرنر كلاسيك موفيز (الإنجليزية)
- ريتشارد ماسور على موقع أول موفي (الإنجليزية)
- ريتشارد ماسور على موقع قاعدة بيانات برودواي على الإنترنت (الإنجليزية)
- ريتشارد ماسور على موقع قاعدة بيانات الأفلام السويدية (السويدية)
- ريتشارد ماسور على موقع إن إن دي بي (الإنجليزية)
- ريتشارد ماسور على موقع قاعدة بيانات الفيلم (الإنجليزية)
- ريتشارد ماسور على موقع كينوبويسك (الروسية)
- ريتشارد ماسور في قاعدة بيانات أقل من برودواي على الإنترنت